# Макс-Йозеф Пемзель
Макс-Йозеф Пемзель (нім. Max-Josef Pemsel; 15 січня 1897, Регенсбург — 30 червня 1985, Ульм) — німецький офіцер, генерал-лейтенант вермахту і бундесверу. Кавалер Лицарського хреста Залізного хреста.

## Біографія
4 квітня 1916 року вступив в Баварську армію. Учасник Першої світової війни. Після демобілізації армії залишений в рейхсвері. З 15 жовтня 1935 року — 1-й офіцер Генштабу 1-ї гірської бригади (з 9 квітня 1938 року — дивізії). Учасник Польської кампанії. Восени 1940 року призначений начальником Генштабу 18-го гірського корпусу, дислокованого в Греції. Взимку 1941/42 року корпус перевели в Скандинавію. В квітні 1943 року відправлений в резерв фюрера, 20 травня призначений начальником штабу 7-ї армії, офіційно вступив на посаду 1 червня і залишався на ній до 28 липня 1944 року (з перервою в квітні-травні). З 20 серпня 1944 року — командир 6-ї гірської дивізії. 29 квітня 1945 року потрапив в полон. 28 квітня 1948 року звільнений. 26 квітня 1956 року вступив в бундесвер. 30 вересня 1961 року вийшов у відставку.

## Звання
- Доброволець (4 квітня 1916)
- Єфрейтор (24 жовтня 1916)
- Унтерофіцер (20 квітня 1917)
- Офіцер-аспірант (4 серпня 1917)
- Фанен-юнкер (11 серпня 1917)
- Фенріх без патенту (17 вересня 1917)
- Лейтенант без патенту (30 квітня 1918) — 19 травня 1918 року отримав патент від 11 квітня 1918 року.
- Оберлейтенант (31 липня 1925)
- Гауптман (1 квітня 1933)
- Майор Генштабу (2 серпня 1936)
- Оберстлейтенант Генштабу (20 березня 1939)
- Оберст Генштабу (14 червня 1941)
- Генерал-майор (8 вересня 1943)
- Генерал-лейтенант (15 грудня 1944)
- Генерал-майор (26 квітня 1956)
- Генерал-лейтенант (30 січня 1958)

## Нагороди
- Залізний хрест 2-го і 1-го класу
- Орден «За заслуги» (Баварія) 4-го класу з мечами
- Почесний хрест ветерана війни з мечами
- Медаль «За вислугу років у Вермахті» 4-го, 3-го і 2-го класу (18 років; 30 листопада 1936) — отримав 3 медалі одночасно.
- Німецький Олімпійський знак 2-го класу (30 листопада 1936)
- Пам'ятна військова медаль (Угорщина) з мечами (8 березня 1937)
- Пам'ятна військова медаль (Австрія) з мечами (20 травня 1937)
- Медаль «У пам'ять 13 березня 1938 року»
- Медаль «У пам'ять 1 жовтня 1938» (8 листопада 1938)
- Застібка до Залізного хреста
  - 2-го класу (26 вересня 1939)
  - 1-го класу (20 жовтня 1939)
- Орден Заслуг (Угорщина), командорський хрест
- Орден Хреста Свободи 2-го класу з мечами (Фінляндія)
- Лапландський щит
- Відзначений у Вермахтберіхт (3 листопада 1944)
- Лицарський хрест Залізного хреста (9 грудня 1944)
- Орден «За заслуги перед Федеративною Республікою Німеччина», великий офіцерський хрест
- Баварський орден «За заслуги» (14 травня 1965)
- Легіон Заслуг (США), офіцер